# Otto Walter (Verleger)
Otto Walter (* 12. Januar 1889 in Mümliswil-Ramiswil; † 30. Juli 1944 oder 31. Juli 1944 im Bürgerspital Basel) war ein Schweizer Verleger, Redaktor, Schriftsteller und Politiker (CVP). Er war der Gründer des Walter Verlags.

## Leben

### Familie
Otto Walter war der Sohn des Kammfabrikanten Otto Arthur Walter (1856–1941) und dessen Ehefrau Lina (geb. Obrecht).
Seit 1916 war er mit Maria Anna Cäcilia (1890–1973), der Tochter von Friedrich Glutz (1855–1906), Redaktor der Oltener Nachrichten, verheiratet; gemeinsam hatten sie einen Sohn und acht Töchter, unter anderem:
- Silja Walter (1919–2011), Benediktinerin und Schriftstellerin
- Roswitha Plancherel (1920–2006), geborene Walter, Übersetzerin, u. a. durch Übersetzungen von Georges Simenon hervorgetreten
- Otto F. Walter (1928–1994), Schriftsteller

Otto Walter lebte in Rickenbach.
1944 starb er infolge eines Unfalls an einer Embolie; er wurde auf dem Friedhof in Hägendorf beigesetzt.

### Werdegang
Otto Walter besuchte die Schulen in Mümliswil, Balsthal sowie das Gymnasium in Schwyz (heute Kantonsschule Kollegium Schwyz) und immatrikulierte sich 1908 für ein Studium der Philosophie, Volkswirtschaft und Rechtswissenschaft an der Universität Freiburg, das er 1912 beendete; in dieser Zeit hielt er sich von 1910 bis 1912 an der Universität Wien auf, wohin er durch die Vermittlung des Politikers und Herausgebers Caspar Decurtins gekommen war. In Wien kam er unter anderem in Kontakt mit dem integralistisch ausgerichteten literarischen Gralsbund, der von Richard von Kralik, Franz Eichert, Carl Domanig, Eduard Hlatky und Adam Trabert gegründet worden war, und der Zeitschrift Der Gral, in deren Schriftleitung er durch den Bischof von Chur, Georg Schmid von Grüneck, berufen wurde; dort entwickelte er auch eine germanophile Haltung.
Von 1912 bis 1916 leitete er den Trierer Petrus-Verlag.
Er gründete 1912, gemeinsam mit Robert Mäder und Johann Baptist Rusch die integralistische Wochenzeitschrift Schildwache am Jura, Untertitel Petrusblätter zur Pflege des katholischen Geistes, ein katholisch-konservatives Wochenblatt des Antimodernismus; er war bis 1923 deren Redaktor. Ab 1925 erschien die Schildwache in Robert Mäders Verlag Nazareth in Basel.
Seit 1915 war Walter auch Redaktor des Aargauer Volksblatts.
1915 kaufte er die Druckerei der konservativen Oltner Nachrichten und gründete 1916, nach seinem Verständnis als geistiges Bollwerk des Katholizismus, den Walter Verlag, dessen Schwerpunkte auf Belletristik, Religion und später zunehmend auch auf der Psychologie lagen; der Verlag gab auch die Tageszeitung Der Morgen, Die Woche im Bild und seit 1923 die katholische Familienzeitschrift Sonntag heraus.
Gemeinsam mit Ferdinand Rüegg rief Walter 1917 auch die Katholische internationale Presseagentur (Kipa) ins Leben.
1940 schied er aus gesundheitlichen Gründen aus dem Verwaltungsrat aus und trat als Direktor zurück, gründete kurz darauf den Verlag Ilion GmbH und kehrte 1942 als Präsident des Verwaltungsrats in den Walter Verlag zurück.

### Sonstiges
- Walter pflegte unter anderem eine Freundschaft mit dem Flugpionier Oskar Bider, dessen 1. Beobachtungsoffizier er war und zu dem er auch ein Buch verfasste.

- 1913 war Otto Walter Kavallerieleutnant in der Schweizer Armee.[11]

### Politisches Wirken
Unter dem Einfluss der Schriften Joseph von Görres, der sein publizistisches und politisches Vorbild wurde, wandte Otto Walter sich 1912 mit seinen katholisch-konservativen Ideen der Politik zu und war darauf Gründer und erster Obmann der Jungkonservativen Bewegung in der Schweiz, deren Präsident er 1929 wurde. Von 1917 bis 1937 war er konservativer Kantonsrat, sowie vom 7. Dezember 1925 bis zum 3. Dezember 1939 Solothurner Nationalrat; von 1932 bis 1938 war er Parteipräsident der Solothurnischen Volkspartei (heute Die Mitte Kanton Solothurn).
Gemeinsam mit Paul Kubick gehörte Otto Walter zu den Begründern der jungkonservativen Bewegung der Schweiz.
Mit seinem Wochenblatt Schildwache verfolgte er eine Sammlung der Jungultramontanen unter den Bannern ultramontan und eidgenössisch. Mit der Schildwache trat er gegen reformkatholische Bestrebungen, aber auch gegen die Moderne im Allgemeinen mit den neuen Geistesströmungen von Liberalismus und Sozialismus an. Gegenüber deren Bestrebungen wünschte er sich eine Welt, die das private und das öffentliche Leben – den Staat – (wieder) der katholischen Lehre unterordnete. Er setzte sich in den 1930er Jahren, seinem Ideal eines christlichen Staates auf berufsständischer Grundlage entsprechend, stark für die Totalrevision der Bundesverfassung der Schweizerischen Eidgenossenschaft ein.

## Mitgliedschaften
- Otto Walter war Mitglied der AKV Alemannia im Schweizerischen Studentenverein, in dessen Zentralkomitee (CC) er 1912/1913 als Vizepräsident amtierte.[14]
- Er war Mitglied des Verwaltungsrats der Aare-Tessin (heute Atel Holding), Aktiengesellschaft für Elektrizität[15] und des Möbelwerks Olten AG[16].

## Schriften (Auswahl)
- Auf junger Erde. Trier: Petrus-Verlag, 1916 (2. Auflage).
- Ivar Kreuger – die Katastrophe. Olten und Konstanz: Walter, 1932.
- Vorschläge zur Revision der Bundesverfassung: Bericht des Präsidenten der Studienkommission der S.K.V.P für die Totalrevision der Bundesverfassung. Olten, 1935.
- Bider, der Flieger. Ein Buch der Erinnerungen. Olten: Walter, 1938.
- Pius XII – Leben und Persönlichkeit. Olten: Walter, 1939.